# Sungai Penuh
Sungai Penuh är en stad i Jambiprovinsen på Sumatra i Indonesien. Staden bildades formellt den 8 oktober 2009 och har cirka 90 000 invånare.

## Administrativ indelning
Staden är indelad i fem underdistrikt (kecamatan):
- Hamparan Rawang
- Kumun Debai
- Pesisir Bukit
- Sungai Penuh
- Tanah Kampung